# Cezary Grzesiuk
Cezary Grzesiuk (Wałcz, 22 agosto 1963) è un montatore polacco.

## Biografia
Grzesiuk Ha lavorato come montatore in molte famose produzioni polacche, tra cui il film biografico del 2005 Skazany na bluesa sul cantante polacco Ryszard Riedel della band Dżem, Rózyczka (2010), Imagine (2012) e Pewnego razu w listopadzie (2017).
Ha ricevuto due volte il Leone d'Oro nella categoria montaggio al Gdynia Film Festival: per i film Rischio mortale (Shelter) (1998) e Ogniem i mieczem (1999).
Nel 2016 gli è stata conferita la Medaglia Gloria Artis per il Merito alla Cultura dal Ministero della cultura e del patrimonio nazionale (Polonia).

## Filmografia

### Cinema
- Pulkownik Kwiatkowski, regia di Kazimierz Kutz (1995)
- Przystan, regia di Jan Hryniak (1998)
- A szerencse lányai, regia di Márta Mészáros (1999)
- Ogniem i mieczem, regia di Jerzy Hoffman (1999)
- Kisvilma - Az utolsó napló, regia di Márta Mészáros (2000)
- Quo vadis, regia di Jerzy Kawalerowicz (2001)
- Portret podwójny, regia di Mariusz Front (2001)
- Zmruz oczy, regia di Andrzej Jakimowski (2002)
- Stara basn. Kiedy slonce bylo bogiem, regia di Jerzy Hoffman (2003)
- Skazany na bluesa, regia di Jan Kidawa-Blonski (2005)
- Bezmiar sprawiedliwosci, regia di Wieslaw Saniewski (2006)
- Wieza, regia di Agnieszka Trzos (2007)
- Sztuczki, regia di Andrzej Jakimowski (2007)
- Quattro notti con Anna (Cztery noce z Anna), regia di Jerzy Skolimowski (2008)
- Rózyczka, regia di Jan Kidawa-Blonski (2010)
- Imagine, regia di Andrzej Jakimowski (2012)
- Git, regia di Kamil Szymanski (2015)
- Pewnego razu w listopadzie, regia di Andrzej Jakimowski (2017)
- Blue Scallywags, regia di Cezary Grzesiuk (2018)
- Jedna dusza, regia di Lukasz Karwowski (2023)
- Usmiech losu, regia di Andrzej Jakimowski (2023)